# Route nationale 19H (Roumanie)
La DN19H (en roumain : Drumul Național 19H) est une route nationale roumaine constituant la ceinture périphérique de Satu Mare. Construite sous un format voie expresse, elle permet de contourner la commune par l'ouest et améliore la desserte de l'aéroport international de Satu Mare.